# Tehri
Tehri là một thành phố và là nơi đặt ban đô thị (municipal board) của quận Tehri Garhwal thuộc bang Uttaranchal, Ấn Độ.

## Nhân khẩu
Theo điều tra dân số năm 2001 của Ấn Độ, Tehri có dân số 25.425 người. Phái nam chiếm 65% tổng số dân và phái nữ chiếm 35%. Tehri có tỷ lệ 78% biết đọc biết viết, cao hơn tỷ lệ trung bình toàn quốc là 59,5%: tỷ lệ cho phái nam là 81%, và tỷ lệ cho phái nữ là 71%. Tại Tehri, 10% dân số nhỏ hơn 6 tuổi.